# Odijk
Odijk (Utrechts Ojik) is een plaats in de Nederlandse provincie Utrecht en onderdeel van de gemeente Bunnik. Odijk was tot 1964 een zelfstandige gemeente.
Odijk heeft 6.080 inwoners (2023) en was onder andere bekend vanwege het museum voor de bijenteelt dat er vroeger zat. De hervormde kerk in laat-gotische stijl dateert uit het midden der 16e eeuw en is het bewaard gebleven voormalige koor van een ooit veel grotere kerk. Odijk is een groen dorp met veel wandelroutes langs de Kromme Rijn. Er zijn onder andere een sporthal, een tennispark, een natuurijsbaan, een voetbalclub genaamd SV Odijk, een scoutingvereniging en een volleybalvereniging.

## Geschiedenis van Odijk
De geschiedenis van Odijk gaat tot zo'n 2000 jaar terug. De Romeinen bouwden kort na het begin van de huidige jaartelling bij Fectio, tegenwoordig beter bekend als Vechten, een belangrijk castellum (fort) met een haven aan de Rijn, destijds de grensrivier van het Romeinse Rijk. Het meeste watertransport ging vanaf Wijk bij Duurstede naar het noorden, door de huidige gemeente Bunnik via Utrecht naar Katwijk aan de Rijn.
Odijk was in de Romeinse tijd niet meer dan een nederzetting met enkele boerderijen. In de vierde eeuw verlieten de Romeinen het nabijgelegen castellum Fectio/Vechten voorgoed. Het gebied werd toen achtereenvolgens bezet door de Friezen en Franken. In 732 schonk de Frankische hofmeier Pippijn o.a. de restanten van Fectio aan de bisschop van Utrecht. Uit deze tijd dateert ook de oudst bekende naam van Odijk, Iodichem, genoemd in een middeleeuwse kopie van een goederenlijst uit de achtste eeuw. Onder kerkelijke leiding werd het gebied tussen de 8e en de 14e eeuw geheel ontgonnen. Belangrijk voor de ontginningen was de dam die in of kort na 1122 te Wijk bij Duurstede in de Rijn werd gelegd, zodat de Lek de doorgaande route werd. Sindsdien is de waterstand in de Kromme Rijn te regelen, maar is er vrijwel geen scheepvaart meer. In de 8e en 9e eeuw ontwikkelden zich de drie kerkdorpen Bunninchem (Bunnik), lodichem (Odijk) en Wercundia (Werkhoven). In de 12e en 13e eeuw werden er kleine dorpskerkjes gebouwd.
Aan het eind van de middeleeuwen ontstonden enkele gerechten (bestuurlijke organisaties). Ondanks het geringe aantal inwoners (in 1795 260 en in 1808 325) was Odijk tot 1798 een zelfstandig gerecht. In de Franse tijd werden de gerechten vervangen door gemeenten. In 1811 werden er twee gemeenten gevormd: Bunnik en Werkhoven (de voormalige gerechten Werkhoven en Odijk). In 1818 werd Odijk een zelfstandige gemeente. Deze situatie bleef tot 1964 onveranderd.

### 1818-1964
In deze periode bleef Odijk een kleine gemeenschap met een trage bevolkingsgroei tot de Tweede Wereldoorlog. Het was een agrarische gemeente. De overgrote meerderheid van de bevolking leidde een eenvoudig bestaan. Er was slechts een kleine groep meer welgestelden, voornamelijk boeren met grotere bedrijven. "Het was een dorp van boeren, landarbeiders en arbeiders; wat ambachtslieden, weinig middenstanders en geen noemenswaardige elite." Na 1945 versnelde de groei door de komst van nieuwe bewoners. Er was voor het eerst sinds eeuwen sprake van een vestigingsoverschot . Tussen 1950 en 1960 groeide de bevolking van 566 naar 1082. Odijk kreeg evenals Bunnik, Houten en Nieuwegein een 'overloopfunctie' voor het nabijgelegen Utrecht. Het agrarisch karakter van de beroepsbevolking verdween. Odijk werd een typisch forenzendorp. In 1964 werd de gemeente Odijk opgeheven. Samen met Werkhoven en Bunnik werd de nieuwe gemeente Bunnik gevormd.

### 1964-2020
De snelle bevolkingsgroei leidde tot ruimtelijke veranderingen. De oorspronkelijke bebouwing werd gemoderniseerd en een reeks van uitbreidingsplannen werd in de loop der jaren gerealiseerd, tot in 2020 steeds binnen de begrenzing van de westelijk gelegen N229 en de oostelijk gelegen Kromme Rijn.

## Bekende inwoners

### Geboren in Odijk
- Bernard Goovaerts, pianist en schilder
- Mirjam van Hengel, schrijfster
- Kirsten Mulder, actrice
- Agatha Snellen, pedagoge, schooldirectrice en schrijfster
- Sofie Vermeer, voetbalster

### Woonachtig geweest in Odijk
- René Klijn, Nederlands zanger
- Piet Reckman, Nederlands politiek activist en publicist

### Overleden in Odijk
- Gerard Jan Leppink, Nederlands hoogleraar, overleden in 2018